# El asesino del alfabeto
El asesino del alfabeto (en inglés The Alphabet Killer) es una película de 2008 basada en una historia real, la del asesino del alfabeto.

## Sinopsis
La película se basa en la historia verídica de una persona estadounidense aún desconocida. 
La historia transcurre en la vida de Megan, una mujer que es policía, pero trabaja en forma intermitente debido a que quedó traumatizada luego de un caso. Durante ese día se descompone en el trabajo.
Su compañero está tras las pistas de un asesino en serie que recurre sistemáticamente al abuso de menores, y se maneja bajo el mismo modus operandi.
Megan cuenta con el apoyo de su incondicional amigo para poder llegar al asesino.

## Reparto
| Actor            | Personaje               |
| ---------------- | ----------------------- |
| Eliza Dushku     | Megan Paige             |
| Cary Elwes       | Kenneth Shine           |
| Timothy Hutton   | Richard Ledge           |
| Tom Malloy       | Agente Steven Harper    |
| Michael Ironside | Capitán Nathan Norcross |
| Bill Moseley     | Carl Tanner             |
| Carl Lumbly      | Dr. Ellis Parks         |
| Brian Scannell   | Jay Castillo            |
| Larry Hankin     | Perry                   |
| Jack McGee       | Hank                    |
| Melissa Leo      | Kathy Walsh             |
| Andrew Fiscella  | Len Schafer             |
| Rocco Sisto      | Padre McQuarrie         |
| Tom Noonan       | Ray Gullikson           |
| Frank Rossi      | Francis Baker           |